# Pavel Kouznetsov
Pour les articles homonymes, voir Kouznetsov.
Pavel Kouznetsov (en russe : Кузнецов, Павел Варфоломеевич) est un peintre russe né le 5 novembre 1878, à Saratov — mort le 21 février 1968, à Moscou.
Disciple et continuateur de Victor Borissov-Moussatov il incarne la notion même de peinture pour le groupe artistique russe symboliste du début du xxe siècle de la « Rose bleue ». Il fait partie des peintres de l'avant-garde russe du début du xxe siècle. 

## Biographie

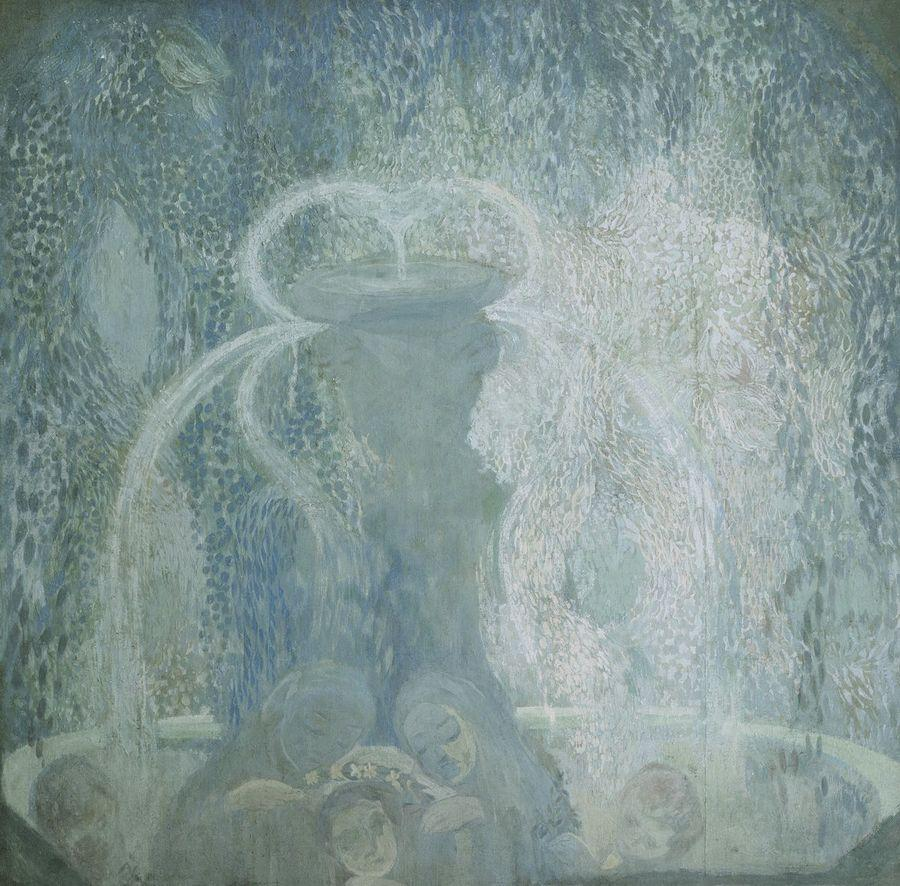
Kouznetsov, Fontaine bleue (1905).

Pavel Kouznetsov est né à Saratov dans une famille de peintres d'icônes (son grand-père était, quant à lui, horticulteur). Quand l'intérêt du garçon pour la peinture se fut affirmé, il entra au « Studio de peinture et de dessin » organisé par une association d'amateurs de beaux-arts, où il se forma  pendant quelques années (1891-1896) sous la direction de V. Kanovalop et G.P. Salvin-Barak. Il y rencontra Victor Borissov-Moussatov qui exerça sur lui une grande influence. Il se lia d'amitié avec lui, avec le sculpteur Alexandre Matvéïev, et avec la jeunesse artistique de Saratov.
Cette ville disposait d'un musée comprenant des toiles de peintres réputés d'Europe de l'Ouest, le Musée d'art Radichtchev (Saratov), d'une école des beaux-arts qui formait des jeunes talentueux. 
La nature environnante, la proximité du grand fleuve large et  paisible, la Volga attirait des artistes russes qui y formèrent un centre artistique important en Russie avec ceux qui étaient natifs de la ville même et leurs amis.      

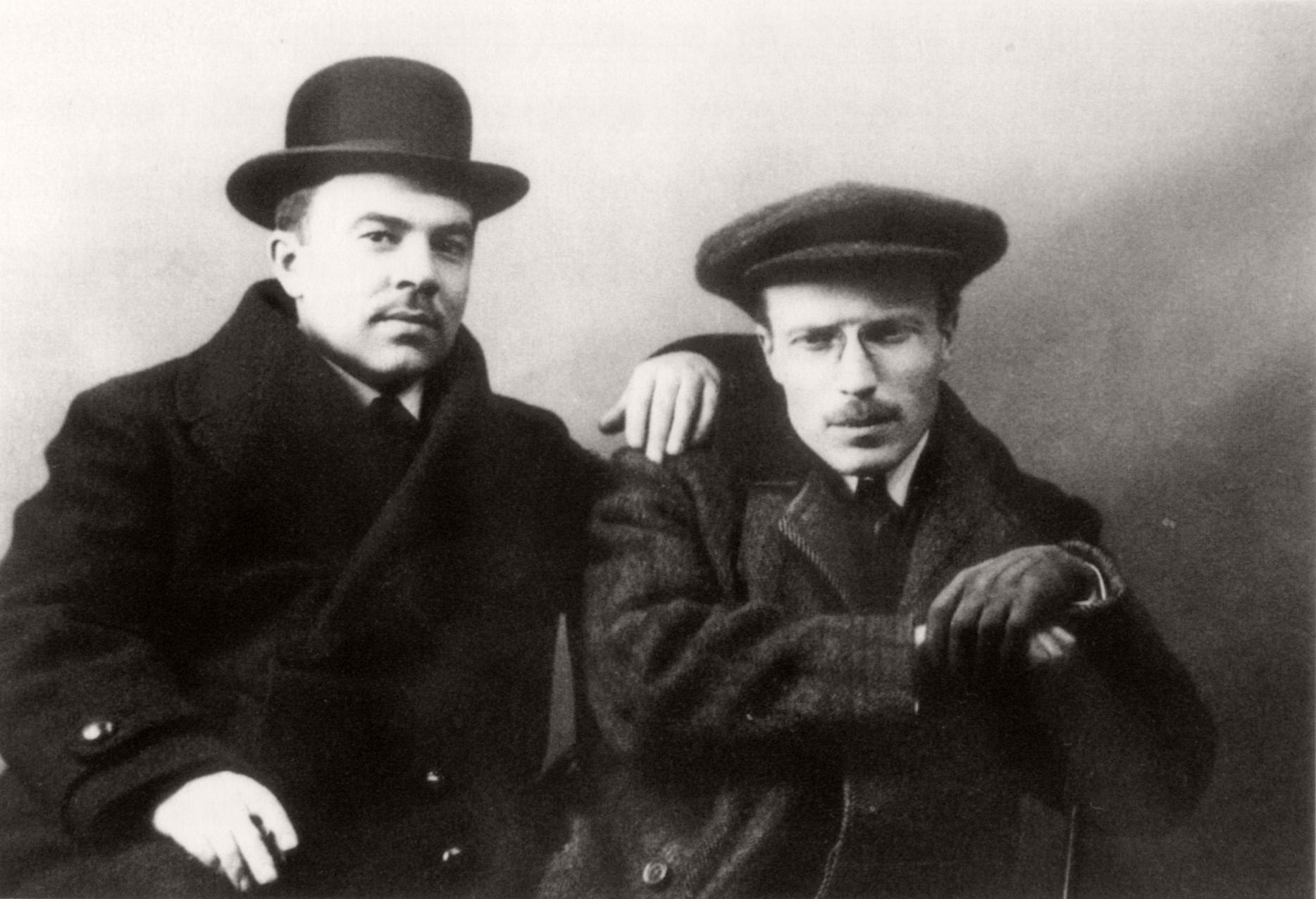
Kouznetsov et Matvéïev 1909—1910.

Kouznetsov réussit brillamment son examen d'entrée à l'École de peinture, de sculpture et d'architecture de Moscou, en 1897, étudiant facilement et avec passion : au début avec Abram Arkhipov, puis avec Constantin Korovine et Valentin Serov. Dans cette école se forma un cercle d'amis, duquel résulta ensuite la formation du mouvement de la « Rose bleue) ».
Les talents artistiques se conjuguaient chez Kouznetsov avec une force d'âme inépuisable, qui s'exprima dans une œuvre admirable.
En 1902, il se rapprocha de Valéri Brioussov et du Symbolisme (art). Il collabora pour les publications symbolistes : à la revue «Iskousstva», à «la Toison d'or» et entra dans le mouvement «Mir Iskousstva».
En 1902 Kouznetsov, ainsi que Kouzma Petrov-Vodkine et Piotr Savvitch Outkine entamèrent la peinture des murs de  l'église de Saratov : Notre-Dame de Kazan. À cette époque les idées en peinture étaient fort bouleversées par l'esprit nouveau  de « Mir Iskousstva », et ces jeunes peintres tentèrent de s'écarter librement des canons anciens. Mais cela provoqua l'indignation du public et la destruction de leur peinture dans l'église.
En 1904, Kouznetsov fut, avec son ami Piotr Savvitch Outkine, également originaire de Saratov, un des organisateurs de l'exposition la «Rose écarlate », et prit une part active à la constitution du groupe symboliste de la «Rose bleue», qui aboutit en 1907 à l'organisation d'une autre exposition du nom de la « Rose bleue ».
« La Fontaine bleue » (1905) de Kouznetsov incarne la notion même de peinture pour le groupe de la « Rose bleue ». Tout :le titre, le motif, les couleurs, la plus fine des lignes, la moindre touche de peinture constitue l'expression classique de la peinture symboliste. Sa toile ne rend pas l'image d'une fontaine, c'est l'expression de sa signification : un monde bleu, celui du subconscient, celui où apparaissent des fragments de visions,  des images insaisissables sorties du sommeil.      
Il se rendit à Paris en 1906 à l'invitation de Serge de Diaghilev, où il visita tous les ateliers d'artistes en vue et prit part à des expositions de peintres russes, y exposant ses œuvres. Cela lui valut d'être repris comme membre perpétuel du salon d'automne. (Kouznetsov fut fortement impressionné par l'œuvre de Gauguin qui l'inspira dans ses paysages).
Il fut membre également du mouvement « Mir Iskousstva », de l' « association des peintres russes », des « 4 arts ».
Au début des années 1910, il connut une crise dans son inspiration artistique. Il s'épuisait et  commençait à se répéter. Il entreprit alors  un voyage en Trans-Volga (1911—1912) et en Asie centrale  (1912—1913), et en revint plus inspiré que jamais. 
Il garde toujours sa grande finesse de traits et de coloris et reste toujours capable de « séparer un rêve d'un autre rêve». De ce voyage en Asie il ramène aussi le rythme et la poésie orientale, le souffle éternel des histoires populaires des peuples de l'est. L'éclat et, en même temps, la délicatesse de ses couleurs, la simplicité et la naïveté de ses sujets attirèrent l'attention sur ses toiles. Non seulement en Russie mais à Paris. Il y avait à cette époque un incessant va-et-vient  entre Paris et la très européenne ville de Moscou où les peintres se réclamaient presque tous de l'école de « l'école de Paris ».
Pourtant Kouznetov, avec Martiros Sarian, furent les seuls membres de la «Rose bleue» qui ne subirent pas servilement l'influence des post-impressionnistes français, même s'ils prirent en définitive la même direction. L'essence de leurs œuvres révèle un primitivisme plus oriental et une expression plus spontanée.
En mars 1907, Serguéi Makovski, rendant compte de l'exposition de la « Rose bleue » écrivait déjà : « Ils sont épris de la musique des couleurs et des formes... précurseurs du nouveau primitivisme vers lequel tend notre peinture moderne. ».
Kouznetsov participa à la création d'œuvres de décoration théâtrale. Il se fit une réputation dans ce domaine («Sakountala» de Kalidas. Théâtre de chambre, 1914, réalisateur : Alexandre Taïrov).
Durant les années de la révolution russe de 1917, il s'enthousiasma pour les nouvelles valeurs mises en avant et pris part à la création de la revue «Chemin de la libération». Il organisa du travail pédagogique, dirigea une section de peinture du Commissariat du Peuple à l'éducation (1919—1924). Il créa de nouvelles variations sur ses motifs orientaux dans lesquelles se retrouve l'influence de la peinture russe archaïque, peint divers beaux portraits de femmes (Élana Bieboutova) (1921—1922.), réalise des lithographies de la série «Turkestan» et «Gornaia Boukhara» (1922—1923.).
En 1923, il participa à une exposition à Paris.
Il fut organisateur et président de la société artistique  des «4 arts» (1924—1931).
De 1917 à 1937, et de 1945 à 1948 il enseigna à l'école d'art de Moscou.
Il mourut à Moscou le 21 février 1968.
Au début des années 1970, ses héritiers légitimes : Pavel Bartholomiévitch Kouznetsov et Hélène Bieboutova — Pavel Michaïlovitch Kouznetsov et Olga Dourylina, Valéria Bieboutova — firent don au Musée d'art Radichtchev (Saratov) de plus de 400 toiles de ses  toiles.
Hormis les tableaux présentés à l'exposition de Serge de Diaghilev en 1906, les œuvres des artistes de la «Rose bleue» d'avant 1914 sont extrêmement rares dans les collections privées en Europe occidentale.
Par ailleurs, en 1911, un incendie détruisit l'intégralité de la collection de Nikolaï Riabouchinski qui comprenait des tableaux de Martiros Sarian, de Kouznetsov, de Michel Larionov et de Natalia Gontcharova.

## Expositions
- Paris (1906)
- la «Rose bleue» (1907)
- Paris (1923)

## Galerie

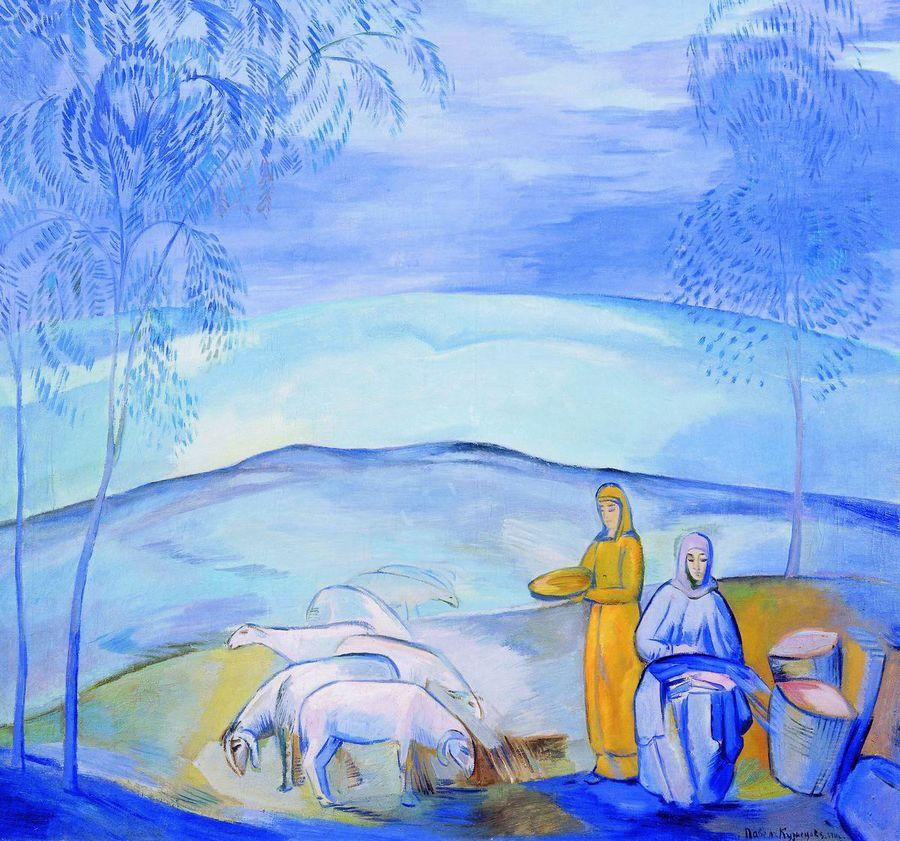
Mirage dans les steppes, 1911
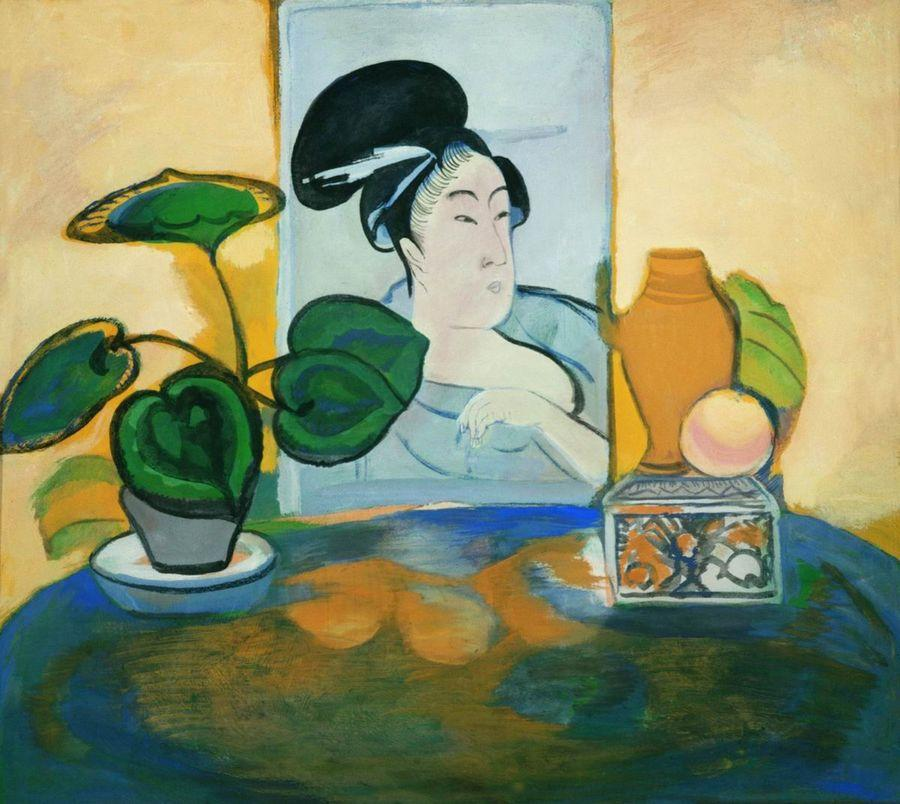
Nature morte avec gravures japonaise, 1912
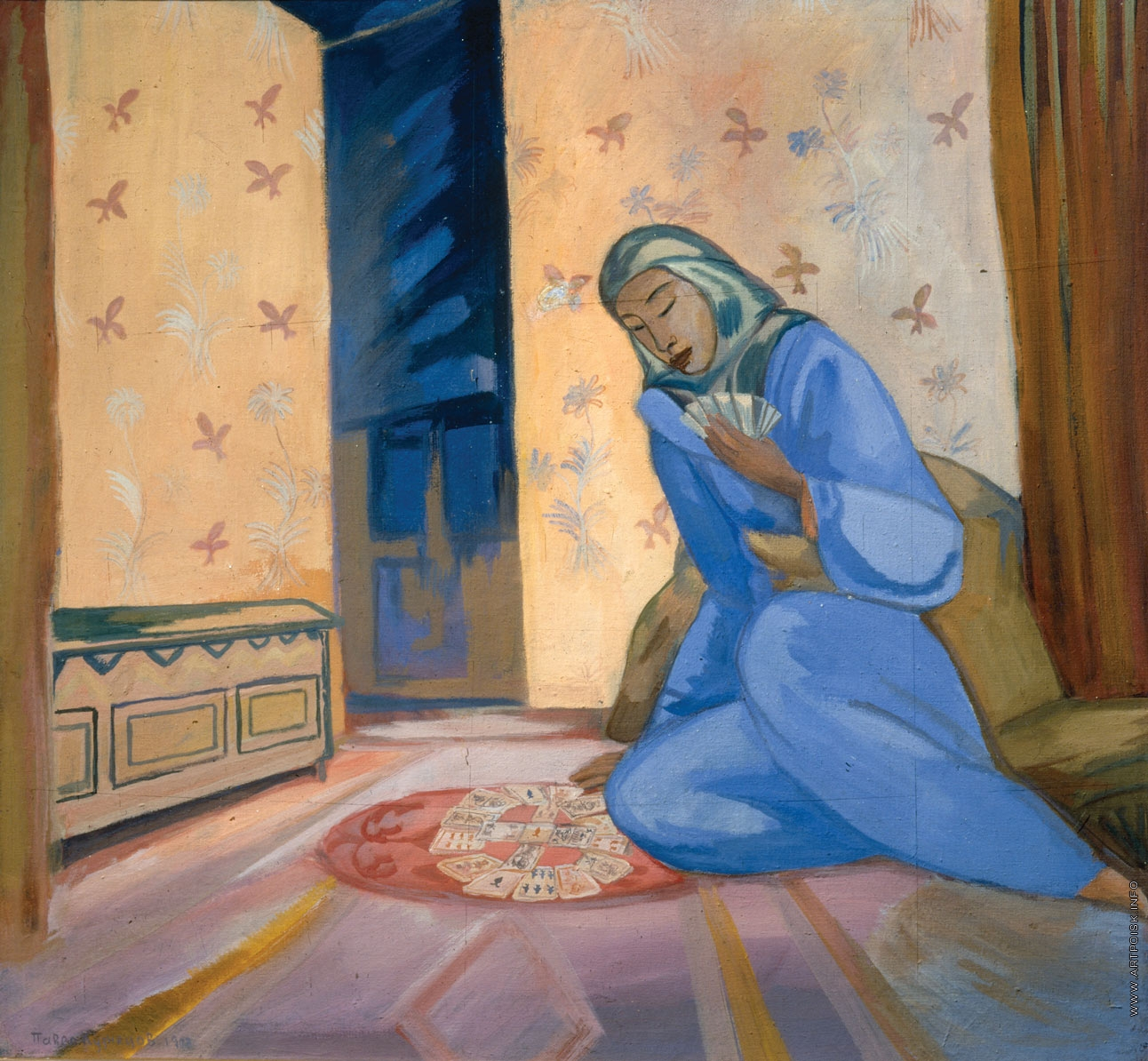
La voyance, 1912
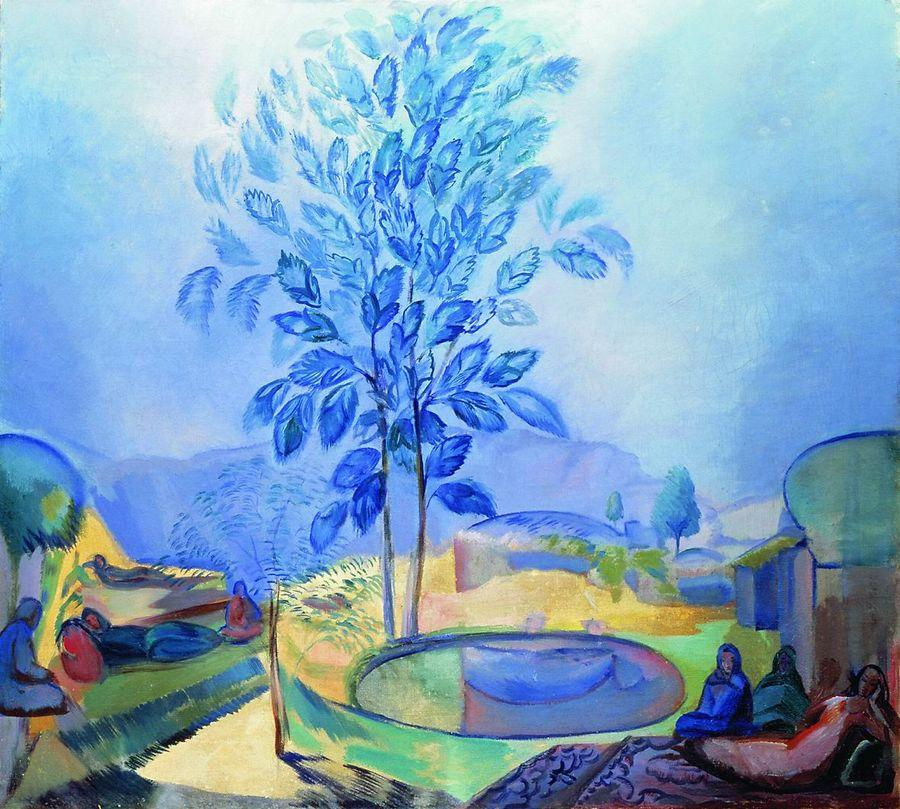
Motif oriental, 1913-1914

## Musée
Дом-музей Павла Кузнецова. La maison-musée de Kouznetsov

Адрес:	Саратовская область, г. Саратов, ул. Октябрьская, 56
Adresse :Saratov, rue Oktiabrskaia 56
Телефоны:	(8452) 23-7596